# Worldport (Pan Am)
Le terminal 3, aussi connu sous le nom commercial déposé de Worldport, était un terminal emblématique de l'aéroport international de New York-John F. Kennedy, aux États-Unis, reconnaissable à sa forme de soucoupe. Il fut réalisé à la demande de la compagnie aérienne Pan Am. Inauguré en mai 1960, le Worldport servit de plate-forme de correspondance aéroportuaire à la compagnie pendant près de trente ans, avant d'être repris par Delta Air Lines. Il cessa toute activité en mai 2013 et fut démoli la même année.
Son architecture a inspiré la forme du Stade de France.

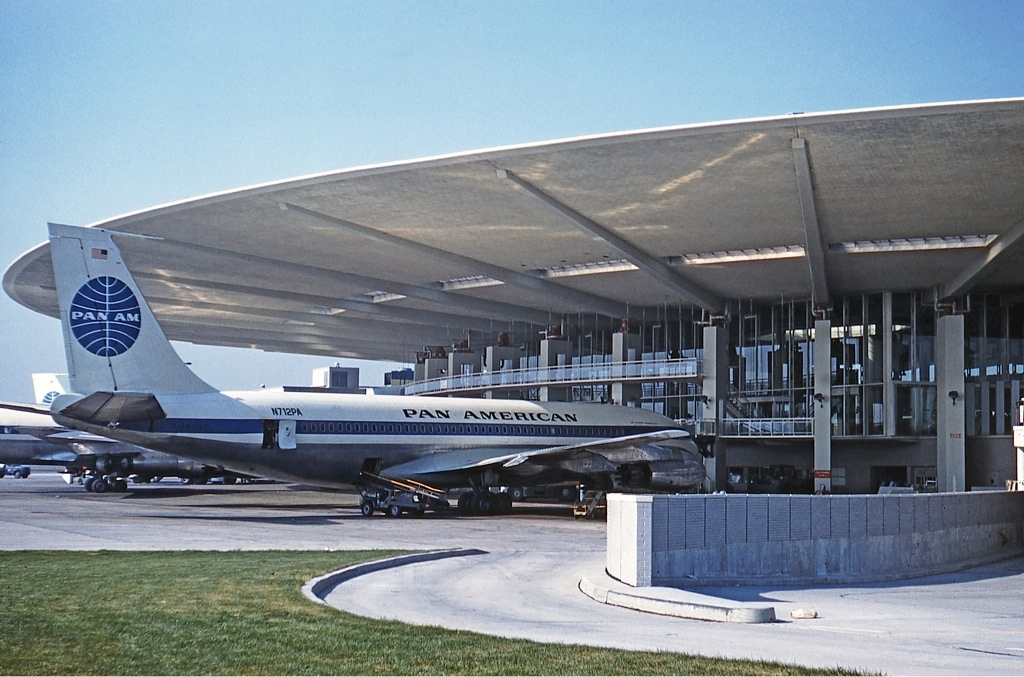
Boeing 707-100 de PanAm au Worldport en 1961